# Худзино
Худзино (пол. Chudzyno) — село в Польщі, у гміні Дробін Плоцького повіту Мазовецького воєводства.
Населення — 219 осіб (2011).
У 1975-1998 роках село належало до Плоцького воєводства.

## Демографія
Демографічна структура станом на 31 березня 2011 року:
|          | Загалом | Допрацездатний вік | Працездатний вік | Постпрацездатний вік |
| -------- | ------- | ------------------ | ---------------- | -------------------- |
| Чоловіки | 113     | 25                 | 79               | 9                    |
| Жінки    | 106     | 30                 | 54               | 22                   |
| Разом    | 219     | 55                 | 133              | 31                   |